# Nofret (III.)

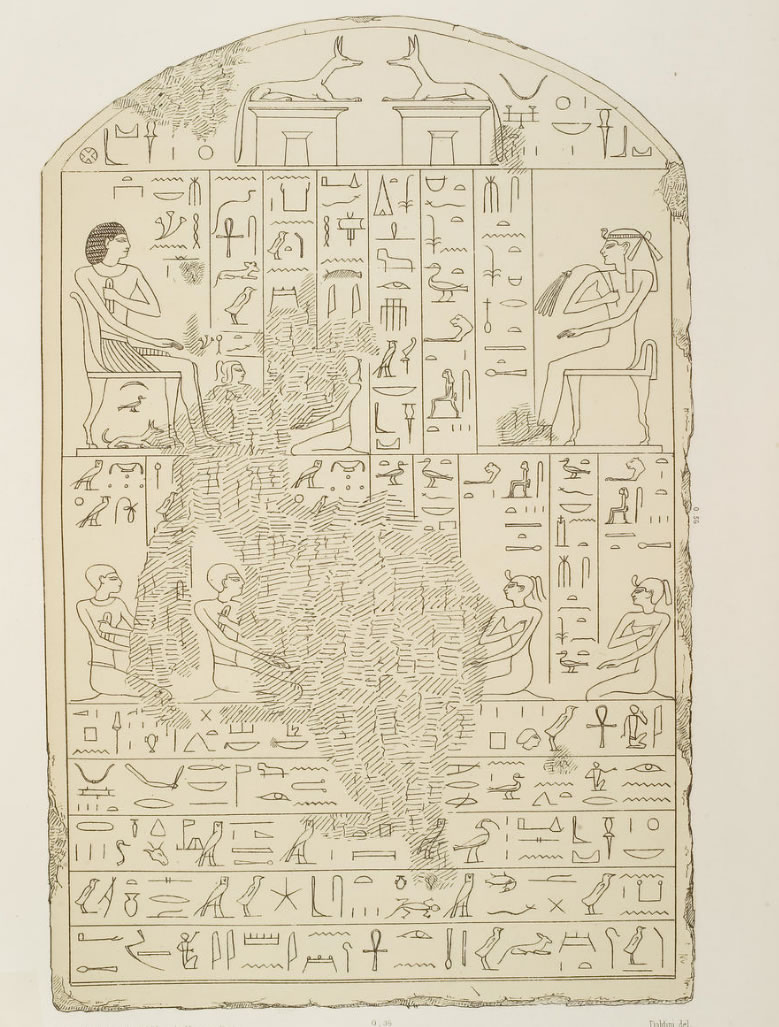
Stele des Nedjesanch/Iu aus Abydos, die Nofret nennt

Nofret war eine altägyptische Königin der 13. Dynastie. Sie ist bisher nur von einer Stele aus Abydos bekannt, die dem Nedjesanch/Iu gehört, der wiederum mit der Königstochter Hatschepsut verheiratet war, die auf der Stela als geboren von der Königsgemahlin Nofret bezeichnet wird.  Eine Königstochter mit dem Namen Hatschepsut ist von einer Pyramide bekannt, in der auch König Ameni Qemau genannt wird. Dies mag andeuten, dass sie dessen Tochter war. Demnach wäre Nofret die Gemahlin von Ameni Qemau.